# Siegfried I. (Mainz)
Siegfried I. von Mainz (* unbekannt; † 16. Februar 1084 im Kloster Hasungen) war von 1058 bis 1060 Abt des Klosters Fulda und von 1060 bis 1084 Erzbischof von Mainz.

## Leben
Erzbischof Siegfried I. von Mainz entstammte dem mittelrheinisch-fränkischen Adelsgeschlecht der Reginbodonen. Sein Bruder war Burggraf Regenhard von Mainz und seine Schwester war Uta. Uta stiftete am 2. April 1068 in Gegenwart ihrer Brüder ihre Erbgüter zu Isselde im Nordgau (= Eysölden bei Hilpoltstein) an die Johanniskapelle im Eichstätter Dom. Nahe Angehörige Siegfrieds waren Grafen im Königssondergau, Burggrafen und Erzstiftsvögte von Mainz und Hochvögte des Klosters Fulda. Sein genaues Geburtsdatum ist nicht bekannt. Er starb am 16. Februar 1084 in Hasungen, das von ihm wenige Jahre zuvor von einem Kanonikerstift in ein Benediktinerkloster umgewandelt worden war; dort wurde er auch bestattet.

### Kirchliche Karriere
Siegfried wurde im Kloster Fulda erzogen, wurde dort Benediktiner-Mönch und am 25. Dezember 1058 Abt. Am 6. Januar 1060 ernannte Kaiserin Agnes ihn zum Erzbischof von Mainz. Siegfried steht damit in der frühmittelalterlichen Tradition, die zahlreiche Fuldaer Äbte später auf den Erzstuhl führen sollte.
Im Winter 1064/1065 unternahm er eine Pilgerreise nach Jerusalem. Er wurde dabei von den Bischöfen von Bamberg, Regensburg und Utrecht sowie etwa 7.000 Pilgern begleitet. Die Gesellschaft wurde in den Gebirgsschluchten Palästinas überfallen und ausgeraubt. Insgesamt fanden etwa 5.000 Pilger den Tod. Bischof Gunther von Bamberg, zu dem Siegfried enge freundschaftliche Kontakte unterhielt, verstarb auf der Rückreise von der missglückten Pilgerreise.
Wenig später, 1070, wollte Siegfried im Zuge einer Romreise zu Papst Alexander II. sein Amt als Erzbischof freiwillig niederlegen, doch der Papst untersagte diesen Schritt. Gemeinsam mit Erzbischof Anno von Köln wandelte Siegfried 1071 das Stift Saalfeld in ein Benediktinerkloster um.
Nachdem er den Abt Hugo von Cluny kennengelernt hatte, begab er sich 1072, unter dem Vorwand, eine Pilgerreise nach Santiago de Compostela unternehmen zu wollen, in dessen Kloster Cluny. Die Mainzer Bevölkerung erreichte aber seine Rückkehr in die heimische Diözese. Seither war er der Cluniazensischen Reformbewegung zugetan, was u. a. in den Stiftsgründungen von Ravengiersburg und Hasungen im Jahr 1074 gipfelte.
Nach seiner Abkehr von König Heinrich IV. wurde er von den königstreuen Mainzer Bürgern aus seinem Erzbistum vertrieben. Nach Ende 1081 trat er bis zu seinem Tod Anfang 1084 in den zeitgenössischen Quellen nicht mehr in Erscheinung.
Das bei den Päpsten Alexander II. und Gregor VII. von Siegfried und seiner Fürsprecherin Kaiserin Agnes mehrfach erbetene Pallium hat Siegfried wahrscheinlich nie erlangt.

### Politisches Wirken
Siegfried war im Frühjahr 1062 womöglich Mitglied der Gruppe um Erzbischof Anno II. von Köln, die bei der Entführung von Kaiserswerth König Heinrich IV. und damit die Staatsmacht in ihre Gewalt brachten. Trotz dieser möglichen Beteiligung besaß er nie den politischen Einfluss Annos oder Adalberts von Bremen, sondern blieb immer „dritte Kraft“.
Im Investiturstreit befand sich Siegfried zunächst eindeutig auf Seiten des Königs. So leitete er Ende Januar 1076 die Reichsversammlung, die Gregor VII. die Gefolgschaft aufkündigte und auf der König Heinrich IV. Papst Gregor VII. zum Rücktritt aufforderte. Gregor VII. belegte sowohl Heinrich IV. als auch – und einzigen namentlich genannten Reichsbischof – Siegfried auf der Fastensynode des Jahres 1076 in Rom mit dem Kirchenbann. An der folgenden Reichsversammlung im Mai 1076, ebenfalls in Worms, auf der der Papst abgesetzt werden sollte, war er als einer der wenigen Bischöfe, die erschienen, noch beteiligt. In den folgenden Monaten, als die Position König Heinrich IV. immer unhaltbarer wurde, wechselte der Mainzer Erzbischof die Seiten. 
Das 2014 von Przemyslaw Nowak wiederaufgefundene Manifestum tempore Henrici IV imperatoris (auch bekannt als Königsberger Fragment), eine fragmentarisch erhaltene Stellungnahme eines mutmaßlich bischöflichen Gegners Heinrichs IV. aus der Zeit um 1077, der seinen Parteiwechsel zur päpstlichen Seite rechtfertigt, ist mit einiger Wahrscheinlichkeit Siegfried zuzuordnen.
Den Fürstentag zu Trebur im Oktober 1076, in dessen Rahmen erstmals über die Erhebung eines Gegenkönigs beraten wurde, soll er militärisch gegen Heinrich IV. abgeschirmt haben. Nachdem er bereits eine leitende Funktion bei der Königserhebung Rudolfs von Rheinfelden in Forchheim (15. März 1077) eingenommen hatte, krönte und salbte er diesen am 25. März 1077 im Mainzer Dom zum Gegenkönig. Auch ein zweiter Gegenkönig, Hermann von Salm, wurde am 26. Dezember 1081 in Goslar von Siegfried konsekriert. Es ist möglich, dass Siegfried die Inanspruchnahme eines Mainzer Weihepräzepts in Bezug auf die Gegenkönige Heinrichs IV. instrumentalisierte, um rivalisierende Ansprüche der Kölner Erzbischöfe zu unterlaufen, die sich ihrerseits anschickten, sich als einzig legitime Koronatoren im römisch-deutschen Reich zu etablieren.